# راونیه، والیوو
راونیه (صربی: Ravnje}} یک منطقهٔ مسکونی در صربستان است که در Kolubara District واقع شده‌است.
 راونیه  ۲۴۵ نفر جمعیت دارد.